# Calacte
Calacte (dal greco Καλὴ 'Ακτή, traslitterato Kalè Akté, "bella costa") fu una città della Sicilia antica, situata tra Cefalù e Milazzo.
La fondazione della città va fatta risalire alla metà del V secolo a. C. a opera di Ducezio, di ritorno dal suo esilio a Corinto, il quale popolò la città di gente di origine greca e indigena.
In età romana, Cicerone la inserisce tra le civitates decumanae, ed è menzionata da Plinio e Tolemeo. Nel I secolo a.C. diede i natali al retore Cecilio.